# Mirsos
|  | Per a altres significats, vegeu «Mirsos de Lídia». |

Mirsos (en llatí: Myrsus, en grec antic: Μύρσος), fill de Giges, va ser un lidi al servei de Pèrsia.
Va portar a Polícrates de Samos la carta amb les falses promeses que van induir el tirà a posar-se en les mans d'Oretes, sàtrapa de Sardes. Al. moment de desembarcar, Polícrates va ser capturat i crucificat (522 aC). El 498 aC Mirsos va morir en una emboscada a Cària, durant la Revolta Jònica.